# Lier&Ko
Lier&Ko is een Belgische lokale politieke partij te Lier.

## Geschiedenis
De partij kwam een eerste maal op bij de gemeenteraadsverkiezingen van 2006. Ze overtuigde daarbij 11,77% van de kiezers, goed voor drie zetels in de Lierse gemeenteraad. Verkozenen waren Jan Hermans, Sophie D'hulst en Ludo Peeters. Na de verkiezingen ging de partij een post-electoraal kartel aan met Lier Leeft. Dit kon evenwel niet bij alle leden (en verkozenen) op goedkeuring rekenen. Na lange onderhandelingen werd uiteindelijk een bestuursmeerderheid gevormd met het kartel CD&V+N-VA, VLD en Lier Leeft. Jan Hermans werd namens Lier&Ko aangesteld tot schepen met de bevoegdheden Openbare Werken en Mobiliteit. In 2010 verliet N-VA deze coalitie.
In de aanloop naar de stembusgang van 2012 was er aanvankelijk enige twijfel of de partij opnieuw zou deelnemen. Lijsttrekker in 2012 werd Hermans. Die verkiezingen leed de partij verlies en strandde op 6,2% van de uitgebrachte stemmen, wat resulteerde in slechts een verkozene (Jan Hermans). Voorzitter in deze periode was Tom Claes. In oktober 2017 werd bekend gemaakt dat de partij voor de verkiezingen van 2018 een kartel aanging met Groen. Lijsttrekker voor het kartel werd Tom Claes. Tijdens de campagne werd een politiek-satirische strip verspreid. Het kartel overtuigde deze verkiezingen 14,6% van de kiezers, goed voor vijf verkozenen.
In de aanloop naar de gemeenteraadsverkiezingen van 2024 vormde de partij het kartel Missie 2500 met Groen, CD&V en onafhankelijken. Het kartel behaalde daarbij 24% van de uitgebrachte stemmen, wat resulteerde in negen verkozenen.